# Студжис
„Студжис“ (на английски: The Stooges) е американска рок група.
Създадена през 1967 година в Ан Арбър, Мичиган, от вокалиста Иги Поп, китариста Рон Аштън, барабаниста Скот Аштън и басиста Дейв Аликзандър, тя е активна до средата на 70-те години и отново през 2003 – 2016 година. Известна е с примитивно звучащата си рок музика, която я превръща в една от основополагащите групи на протопънка, оказала силно влияние върху по-късния пънк рок и алтернативен рок.Шаблон:Hef
След като издава два албума – The Stooges (1969) и Fun House (1970) – групата се разделя за кратко, след което се събира отново с променен състав (Рон Аштън заменя Дейв Аликзандър на баса, а китарист става Джеймс Уилямсън, за да издаде трети албум – Raw Power (1973) – и да се раздели отново през 1974 година. Групата е възстановена през 2003 година с Рон Аштън отново на китарата, Майк Уот като басист и с добавен саксофонист – Стив Маккей, който преди това свири на саксофон във Fun House. Рон Аштън умира през 2009 година и е заменен от Джеймс Уилямсън, като групата продължава да изнася концерти до 2013 година, когато издава и последния си албум Ready to Die. „Студжис“ официално обявява разпускането си през 2016 година, заради смъртта на Скот Аштън и Стив Маккей.
„Студжис“ са включени в Залата на славата на рокендрола през 2010 година. През 2004 година списание „Ролинг Стоун“ ги поставя на 78-о място сред 100-те най-велики изпълнители на всички времена, а през 2007 година получават наградата за цялостен принос на списание „Моджо“.